# Chlooracne
Chlooracne is een huidaandoening. Het is een vorm van acne, maar dan uitgelokt door blootstelling aan halogeenbevattende koolwaterstoffen. Bekende veroorzakers zijn dioxines. Een verschil met gewone acne (vulgaris) is dat bij chlooracne ook vaak comedonen achter de oren te vinden zijn.
Bij de explosie in Seveso in Italië kwam dioxine vrij met als gevolg dat de bewoners van omliggende streken chlooracne kregen.